# Bathelia
Genre
Bathelia est un genre de coraux durs de la famille des Oculinidae.

## Liste d'espèces
Selon World Register of Marine Species (11 juillet 2015) et ITIS (11 juillet 2015), le genre Bathelia comprend l'espèce suivante :
- Bathelia candida Moseley, 1881